# Neddiel Muñoz Millalonco
Neddiel Muñoz Millalonco (Castro, 21 de junio de 1961) es una educadora, poeta, investigadora, compositora y cantora tradicional huilliche originaria del archipiélago de Chiloé, Chile.
Su trabajo musical e interpretativo ha sido difundido y reconocido en dos producciones, Gülkantun, canto ceremonial williche, álbum basado en una recopilación de cantos huilliches tradicionales realizados por la cantora,  y Tributo a los Selk'nam, disco proyecto de recuperación de cantos tradicionales de la cultura selk'nam, como parte del grupo Armazón. El trabajo musical fusión del grupo ha sido descrito como "pionero".
Desde octubre de 2010, es parte de la banda Anklaje como vocalista principal, instrumentista, y traductora al mapudungún. Con Anklaje, ha lanzado el disco Wiyil Tukun Pu Püllü (Encaminados Por Los Espíritus) (2014), inspirado en la  poesía tradicional Williche (kollag), Pu  Pichikeche Ülkantulelu Lonkontukungekey Ta Williche Dungu (Los niños aprenden cantando la lengua de la tierra williche), en colaboración con el Programa Chile Indígena del Ministerio de Desarrollo Social y Familia, y We Newen (2019). El ensamble se ha presentado en el Encuentro de Islas Canarias, Feria de la biodiversidad de Castro, Encuentro de Culturas del sur del mundo (Trelew, Argentina), Festival Nacional del Folklore de San Bernardo, y la 38va edición del Festival de cinéma de Douarnenez, en Francia.
En 2018, Muñoz Millalonco realizó su debut cinematográfico en el filme ...Y de pronto el amanecer, de Silvio Caiozzi. En diciembre de 2020, recibió el segundo lugar en el Premio Luis Advis de Composición Musical en la categoría Folklor, por su composición «Kitral». En 2023, interpretó a Aurora Quinchen, integrante de la Recta provincia, en el drama histórico Brujería, dirigido por Christopher Murray. La película fue estrenada en el Festival de Cine de Sundance.
En 1976, fue parte de la primera generación del Taller Aumen, considerado por diversos investigadores uno de los primeros grupos literarios creados con posterioridad al Golpe de Estado de 1973 en Chile.

## Discografía
- Gülkantun - Canto Ceremonial Williche (1999), con Armazón
- El deshielo del canto - Tributo a los Selk'nam (2003), con Armazón
- Encaminados por los espíritus (2017), con Anklaje
- Pu  Pichikeche Ülkantulelu Lonkontukungekey Ta Williche Dungu (Los niños aprenden cantando la lengua de la tierra williche), con Anklaje
- We Newen (2019), con Anklaje
- Küme Rupu (2022), con Anklaje

## Filmografía
| Año  | Título                     | Rol              | Notas |
| ---- | -------------------------- | ---------------- | --- |
| 2010 | Pueblos Originarios        | Ella misma       | Capítulo "Veliche" Serie documental sobre los Pueblos Originarios de Chile                                |
| 2012 | La primera música          | Ella misma       | Capítulo 1: La música williche Serie documental sobre la música de los Pueblos Originarios de Chile       |
| 2013 | Etnografía ::: Sur         | Ella misma       | Parte de la trilogía documental Etnografía Dirigida por Patricio Muñoz                                    |
| 2016 | Küme Pu Rali Williche      | Música original  | Serie documental sobre la gastronomía tradicional de Chiloé Con Xavier Uribe Muñoz                        |
| 2018 | ...Y de pronto el amanecer | Viuda del Griego | Dirigida por Silvio Caiozzi. Debut fílmico Candidata al Óscar a la mejor película internacional por Chile |
| 2023 | Brujería                   | Aurora           | Dirigida por Christopher Murray. Estrenada en el Festival de Sundance                                     |